# Huayo (distrito)
Huayo é um dos 13 distritos da província de Patáz, localizado na região de La Libertad

## Transporte
O distrito de Huayo é servido pela seguinte rodovia:
- LI-127, que liga o distrito de Parcoy à cidade de Buldibuyo[1][2][3]